# Clayton Cardenas

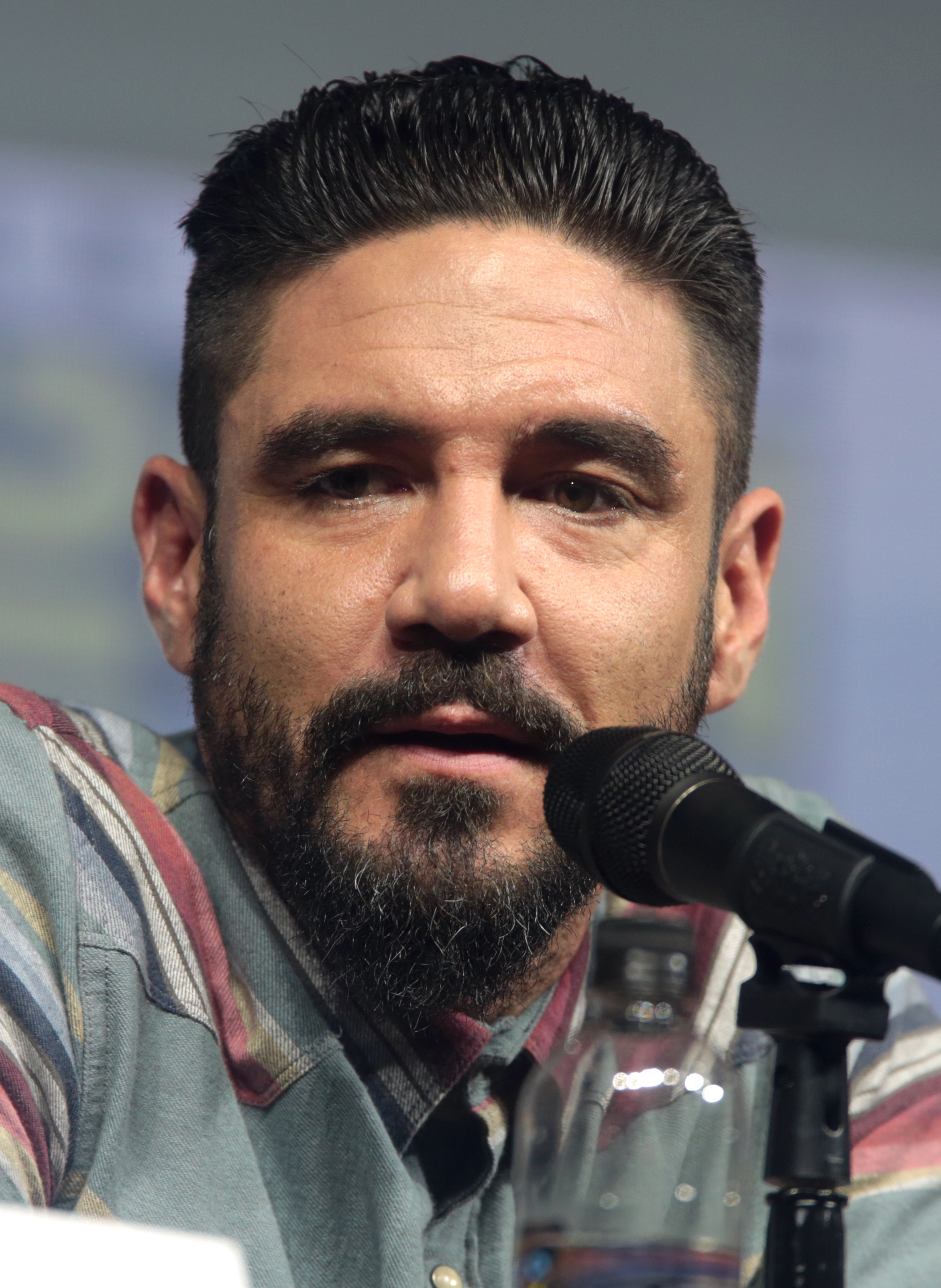
Clayton Cardenas auf der San Diego Comic-Con International 2018

Clayton Cardenas (* 24. November 1985 in West Covina, Los Angeles County, Kalifornien) ist ein amerikanischer Schauspieler und Produzent mit hispanischen Wurzeln. Seine Mutter ist Filipina/Mexikanerin.

## Biografie
Clayton Cardenas ist hierzulande bekannt geworden durch seine Rolle als „Angel Reyes“ in der US-Fernsehserie Mayans M.C..
Zu seinen weiteren Auftritten gehören eine Rolle in der ABC-Dramaserie American Crime als Diego Castillo sowie als Felix Hermano in der FX-Serie Snowfall und als Angel Lucero in der CBS-Serie S.W.A.T..

## Filmografie (Auswahl)
- 2017: American Crime (Fernsehserie, 5 Folgen)
- 2017: Khali, the Killer – Leben und sterben in East L.A. (Khali the Killer)
- 2017: Lowlife
- 2018: Snowfall (Fernsehserie, eine Folge)
- 2018: S.W.A.T. (Fernsehserie, eine Folge)
- 2018–2023: Mayans M.C. (Fernsehserie)
- 2020: Law & Order: New York (Fernsehserie, eine Folge)